# Journal Haute-Côte-Nord
Le Journal Haute-Côte-Nord est un hebdomadaire publié à Forestville au Canada. Il fut fondé en 1996.